# Kommutativ ring
En kommutativ ring er en ring (R,⋅,+), hvor (R,⋅) er kommutativ; dvs. at der for alle a og b i ringen gælder a ⋅ b = b ⋅ a.
Studiet af kommutative ringe kaldes kommutativ algebra.
| Matematik | Spire Denne artikel om matematik er en spire som bør udbygges. Du er velkommen til at hjælpe Wikipedia ved at udvide den. |